# Apatura pagenstecheri
Apatura pagenstecheri är en fjärilsart som beskrevs av De Nicéville 1897. Apatura pagenstecheri ingår i släktet Apatura och familjen praktfjärilar. Inga underarter finns listade i Catalogue of Life.